# Mościc ze Stęszewa
Mościc ze Stęszewa herbu Łodzia (zm. 1425/26) – kasztelan poznański.

## Życiorys
Mościc ze Stęszewa był synem kasztelana międzyrzeckiego Przedpełka ze Stęszewa oraz jego żony Zofii. Na dworze Władysława Jagiełły rozpoczynał karierę i, gdzie występuje od 1394 roku. Otrzymał w 1400 roku wysoki urząd kasztelana poznańskiego. Obracał się w kręgu Sędziwoja z Szubina i wielkopolskich stronników Zygmunta Luksemburskiego. W 1402 roku zabiegał o przyjęcie przez Polskę w zastaw Nowej Marchii, a w 1405 roku paktował o wykup Drezdenka przez Polskę. Przebywał często w następnych latach w Wielkopolsce i zasiadał tam w sądach wiecowych i królewskich. W 1410 roku uczestniczył w kampanii wojennej przeciw Krzyżakom, a po bitwie grunwaldzkiej otrzymał od Jagiełły w zarząd miasto Grudziądz. Zapewne, uczestniczył również w następnych wyprawach przeciwkrzyżackich lat 1414, 1419, 1422, jednak przede wszystkim pełnił misje dyplomatyczne. Często był łącznikiem pomiędzy Zygmuntem Luksemburskim a Władysławem Jagiełłą.
Był sygnatariuszem aktu unii horodelskiej 1413 roku. Wielokrotnie posłował na Węgry (począwszy od 1408 roku), a Luksemburczyk obdarzał go nadaniami na Słowacji (m.in. w 1410 roku zastawem zamku i miasta Śintava i w 1413 roku kilku wsi pod Bratysławą) i nazywał go także swym rycerzem nadwornym. Był sygnatariuszem pokoju mełneńskiego 1422 roku. W 1425 roku Mościc ostatni raz posłował na Węgry.
Był w Wielkopolsce niewątpliwie jednym z najbogatszych ludzi pierwszej ćwierci XV w. Był w posiadaniu dziedzicznego Stęszewa i przyległych wsi Rosnowo, Dębno, niedalekie Dopiewo i Dopiewiec. Po 1401 roku kupił rozległy klucz dóbr opalenickich i miał również część klucza kórnickiego, a w 1419 zamienił go na Koźmin z przyległościami. Trzymał także w zastawie dobra królewskie: Mosinę z przyległościami (już przed 1397) i Odolanów. Zmarł (być może na Węgrzech) po 4 czerwca 1425 roku.